# Station Kotlin
Station Kotlin is een spoorwegstation in de Poolse plaats Kotlin.